# Station Celestynów
Station Celestynów is een spoorwegstation in de Poolse plaats Celestynów.